# Szatmár vármegye

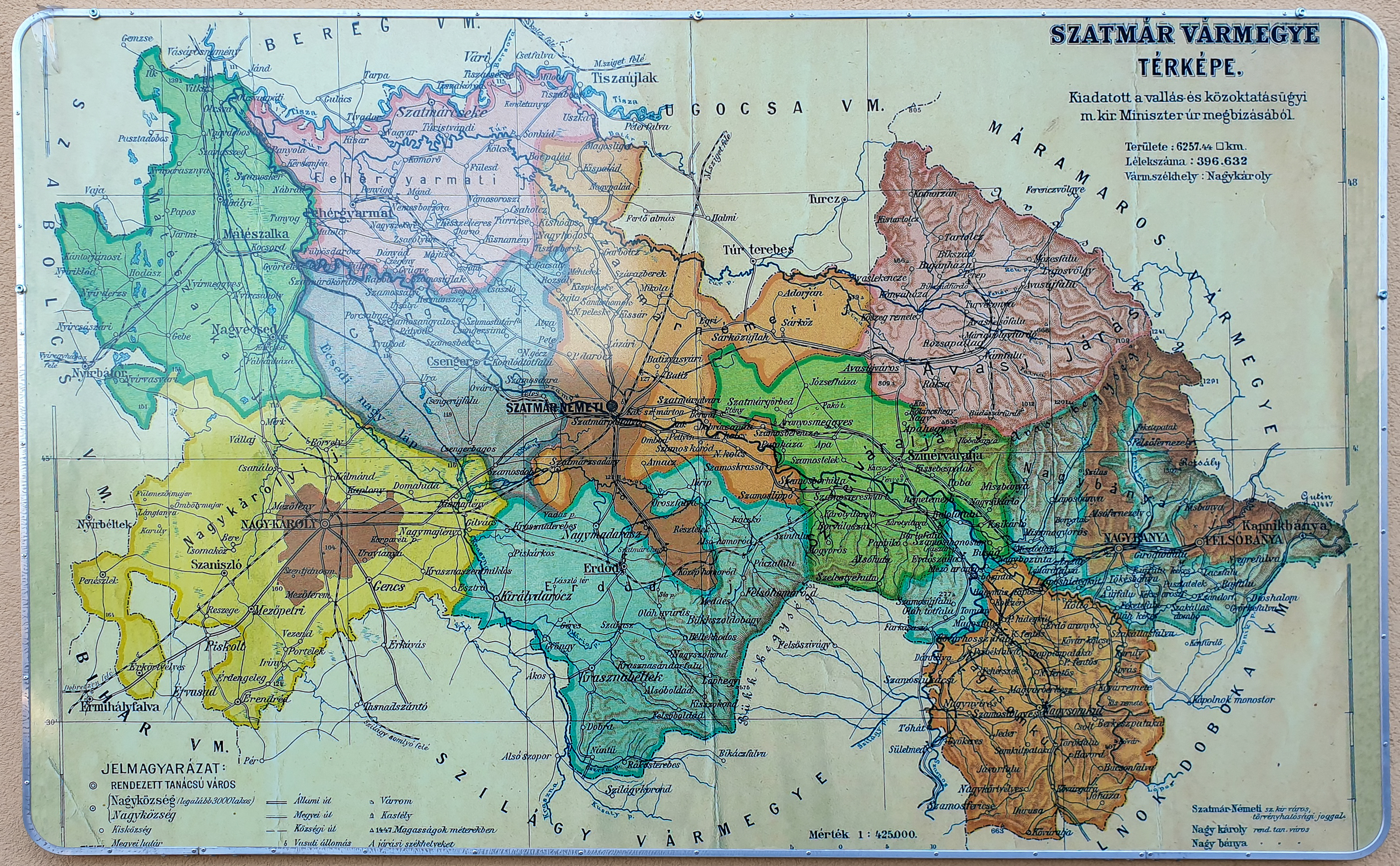
Szatmár vármegye közigazgatási térképe 1914 körül

Szatmár vármegye közigazgatási egység volt az egykori  Magyar Királyság északkeleti részén.

## Földrajz
A vármegye területe nyugaton síkság, keleten találhatóak dombságok. A síkságok között találhatóak voltak mocsárvidékek is, illetve dombságok vízben igen gazdagok. Legfontosabb folyói a Szamos, a Lápos illetve a Túr.
Északról Bereg, Ugocsa és Máramaros, keletről Szolnok-Doboka, délről Szolnok-Doboka, Szilágy és Bihar, nyugatról pedig Szabolcs vármegye határolta.

## Története
A vármegyét Szent István király hozta létre az államalapítás és a királyi vármegyerendszer megszervezése idején Szatmárvár központtal valószínűleg a Kaplon nemzetség birtokaira alapozva.
A vármegye a török időkben, az ország három részre szakadásakor többnyire a Partiumhoz tartozott. Az 1876-os megyerendezéskor a megszűnő Kővárvidék egy részével bővült. Székhelye 1771-tól 1920-ig Nagykároly, 1920-1940 között Mátészalka, 1940-45 között Szatmárnémeti, 1945-50 között ismét Mátészalka volt.
Területét 1920-ban a trianoni békeszerződéssel Magyarország, Románia és Csehszlovákia között osztották fel. Területe 1910-ben 6287 km², ebből Romániához 4505 km² (71,7%) került, Csehszlovákiához pedig Nagypalád község (0,4%).
1920-ban a magyarországi részhez csatolták Ugocsa vármegye Magyarországon maradt néhány négyzetméternyi lakatlan területét, majd 1923-ban egyesítették Bereg vármegye Magyarországon maradt területével Szatmár, Ugocsa és Bereg közigazgatásilag egyelőre egyesített vármegye néven.
1940-45 között teljes korábbi területét ismét Magyarország birtokolta, és ezekben az években ismét önállóan működött. 1945-ben a trianoni határok helyreállítása miatt lényegében az 1923-ban kialakult állapot állt helyre azzal a különbséggel, hogy az egyesített megyét most Szatmár-Bereg megyének hívták.
Az 1950-es megyerendezés során Szatmár-Bereg megye egyesült Szabolcs megyével Szabolcs-Szatmár megye néven, amit 1990-ben Szabolcs-Szatmár-Bereg megyére változtattak.
Romániai részének története Szatmár megye néven folytatódik, valamint néhány település Ukrajnához került, a Nagyszőlősi járáshoz.

## Lakosság
1910-ben a vármegye összlakossága 361 740 személy volt, ebből:
- 235 291 (65,1%) magyar
- 118 774 (32,8%) román
- 6041 német
- 398  szlovák
- 1236 egyéb

A magyarság a csengeri, fehérgyarmati, mátészalkai, szatmári és nagykárolyi járásokban, valamint a három városban túlnyomó többségben élt; az románok az avasi, a nagybányai, nagysomkúti és szinérváraljai járásban voltak többségben, a németek csak az erdődi járásban képeztek nagyobb szigeteket.

## Közigazgatás
A vármegye kilenc járásra volt felosztva:
- Csengeri járás, székhelye Csenger
- Erdődi járás, székhelye Erdőd
- Fehérgyarmati járás, székhelye Fehérgyarmat
- Mátészalkai járás, székhelye Mátészalka
- Nagybányai járás, székhelye Nagybánya
- Nagykárolyi járás, székhelye Nagykároly
- Nagysomkúti járás, székhelye Nagysomkút
- Szatmárnémeti járás, székhelye Szatmárnémeti
- Szinérváraljai járás, székhelye Szinérváralja